# Muchtar Äbljasow

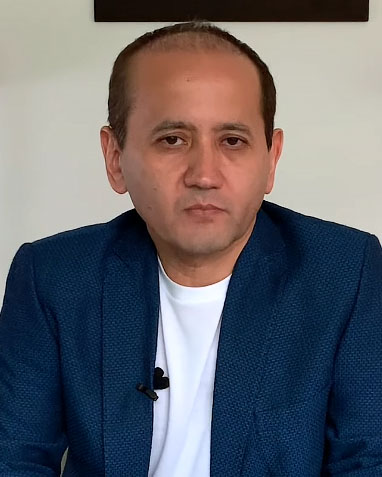
Muchtar Äbljasow (2019)

Muchtar Äbljasow (kasachisch Мұхтар Қабылұлы Әблязов, ganzer Name Muchtar Qybyluly Äbljasow, * 16. Mai 1963 in Wannowka, Kasachische SSR) ist ein kasachischer Politiker, Unternehmer und Manager. Nachdem er in seinem Heimatland wichtige Ämter in Politik und Wirtschaft innegehabt hatte, floh er 2009 auf Grund des Vorwurfs von Veruntreuung und der Organisierten Kriminalität aus seinem Heimatland Kasachstan und lebt heute im französischen Exil.

## Werdegang

### Frühe Jahre
Äbljasow wurde am 16. Mai 1963 im Süden des heutigen Kasachstans, der damaligen Kasachischen SSR, als Sowjetbürger geboren. Er begann sein Studium im Bereich der Physik an der Staatlichen Kirow-Universität in Alma-Ata und graduierte 1986 am Moskauer Institut für Physikingenieure. Daraufhin ging er zurück nach Kasachstan und erhielt dort eine erste Anstellung an der Kasachischen Nationaluniversität in Almaty. In den Jahren vor und nach dem Zerfall der Sowjetunion und der Unabhängigkeit Kasachstans 1991 handelte Äbljasow mit Computern, wobei er bereits 1992 ein Privatunternehmen zum Handel mit Faxgeräten, Kopierern und Computern gründete. Daraufhin stieg er in das Geschäft der Lebensmittelvermarktung ein und macht dort Karriere. 1997 wurde er zum Präsidenten des staatlichen Energiekonzerns Kazakhstan Electricity Grid Operating Company (KEGOC) ernannt. Von 1998 bis 1999 war Äbljasow zudem Minister für Energie, Handel und Industrie, geriet aber durch seine marktorientierte Politik, die auf Privatisierung und Freihandel setzte, in Konflikt mit dem damaligen Präsidenten Nursultan Nasarbajew. 1999 wurde er außerdem zum Vorstandsvorsitzenden der Fluggesellschaft Air Kazakhstan ernannt, die aber bereits 2004 Insolvenz anmelden musste.

Logo der Bank Turan Alem bis 2008

### Karriere bei der Bank Turan Alem

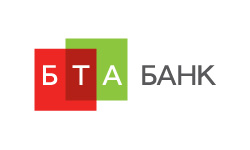
Logo der BTA Bank seit 2008

1998 erwarb Äbljasow mit einigen Partnern Anteile an der kasachischen Bank Turan Alem, die damals privatisiert wurde. Mit dem Einstieg bei der Bank Turan Alem begann Äbljasows Karriere als Bankier, die seinen weiteren Werdegang prägt. 2001 gründete Äbljasow, der inzwischen als Regimegegner bekannt war, die Partei Demokratische Wahl für Kasachstan und betonte damit auch seine politischen Ambitionen. 2002 wurde er in Kasachstan wegen Amtsmissbrauchs verhaftet, kam er aber nach kurzer Zeit wieder frei. Daraufhin verließ Äbljasow Kasachstan vorerst und lebte zwei Jahre in Russland. Seine Rückkehr wurde durch den Tod des damaligen Vorsitzenden der Bank Turan Alem, Yerzhan Tatishev, begünstigt. Dieser starb 2004 durch einen Kopfschuss während eines Jagdausflugs. Später wurde der bekannte Kriminelle Muratkhan Tokmadi für den Mord verurteilt. Dieser sagte in dem zugrundeliegenden Prozess aus, den Mord im Auftrag von Äbljasow ausgeführt zu haben. Nach dem Mord an Tatishev kehrte Äbljasow nach Kasachstan zurück und baute seine Macht in der Bank Turan Alem aus. Im Jahr 2005 wurde Äbljasow schließlich Vorstandsvorsitzender der Bank und setzte daraufhin auf einen aggressiven Expansions- und Internationalisierungskurs. 2008 benannte er die Bank Turan Alem in BTA Bank um.

#### Veruntreuung
Die Vorwurf der Veruntreuung bezieht sich auf die Jahre 2005 bis 2009, als Äbljasow Vorstandsvorsitzender der Bank Turan Alem beziehungsweise der BTA Bank war. In dieser Zeit soll er mindestens acht Milliarden US-Dollar veruntreut haben. Dies geschah über ein Netz von Briefkastenfirmen auf der gesamten Welt, insbesondere in sogenannten Steueroasen und in den Ländern der ehemaligen Sowjetunion. Äbljasow gewährte während seiner Amtszeit als Vorstandsvorsitzender Kredite mit einem Gesamtvolumen von acht Milliarden US-Dollar ohne Sicherheiten an Briefkastenfirmen, die er durch anonyme Beteiligungen kontrollierte. Somit erhielt er die Kontrolle über die hohen Summen, die er von der Bank Turan Alem auszahlen ließ, die die Bank aber nie zurückerhielt. Dieses System umfasste mehr als 1000 Briefkastenfirmen, die heute als von Äbljasow kontrolliert identifiziert wurden. Häufig wurden Geldsummen über mehrere Briefkastenfirmen weiterverliehen und länderübergreifend transferiert, um eine Verfolgung des Verbleibs der Darlehen der Bank Turan Alem zu erschweren. Als Drehkreuz in diesem globalen System galt die in London ansässige Holding Eastbridge Capital, die 2005 gegründet wurde und eine maßgebliche Rolle in der Verteilung der finanziellen Mittel auf Briefkastenfirmen in aller Welt spielte. Im Rahmen der Finanzkrise und der Schwierigkeiten der inzwischen BTA Bank genannten Bank untersuchten kasachische Behörden die Situation des Kreditinstituts näher und stießen dabei auf erhebliche Lücken, die durch Äbljasows Veruntreuung entstanden waren.

### Leben im Exil
Im Jahr 2009 wurde deutlich, dass die kasachischen Strafverfolgungsbehörden Ermittlungen gegen Äbljasow einleiteten, woraufhin dieser sich zur Flucht gezwungen sah.

#### Britisches Exil
Seine Flucht aus Kasachstan führte Äbljasow 2009 nach Großbritannien, wo er vorerst in London lebte, wo er mehrere Luxusimmobilien besaß. Auch die britischen Strafverfolgungsbehörden leiteten Schritte gegen Äbljasow ein, als die Vorwürfe gegen den kasachischen Spitzenmanager konkreter wurden. So wurde er in Großbritannien zu 22 Monaten Haft verurteilt und mit einem Haftbefehl gesucht, konnte aber trotzdem nach Frankreich fliehen. Dort versteckte er sich in Südfrankreich und wechselte seinen Aufenthaltsort ständig zwischen mehreren Luxusimmobilien.

#### Verhaftung in Frankreich

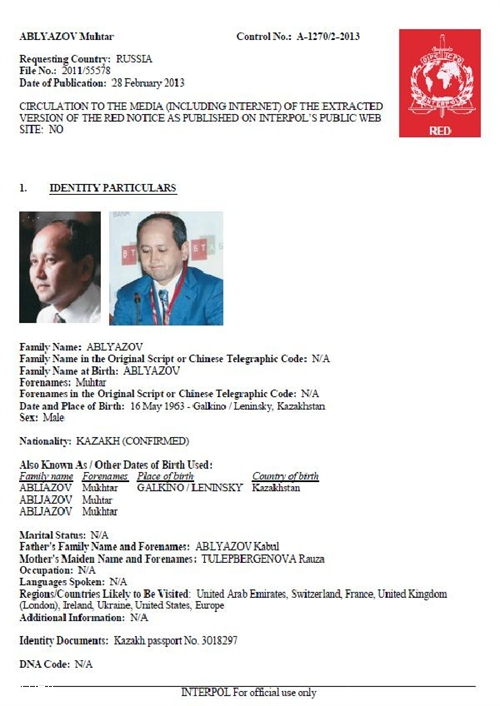
Red Notice gegen Äbljasow

Durch Äbljasows ehemalige Geliebte und Geschäftspartnerin Yelena Tyshchenko, die auf eine Zusammenarbeit mit der Staatsanwaltschaft einging, konnten die französischen Behörden Äbljasows Aufenthaltsort ausfindig machen. Nach zweiwöchiger Observation wurde das Gelände am 31. Juli 2013 gestürmt und Äbljasow verhaftet. Dies geschah auch auf Grund einer sogenannten Red Notice gegen Äbljasow von Interpol, die einem internationalen Haftbefehl gleicht. Die nächsten drei Jahre verbracht er in französischer Haft, vor allem im Gefängnis Fleury-Mérogis. Während dieser Zeit betonte Äbljasow immer wieder, dass die Vorwürfe gegen ihn unwahr seien und von der kasachischen Regierung aus politischen Gründen in Stellung gegen ihn gebracht worden seien. Im Januar 2014 genehmigte das zuständige Gericht einen Auslieferungsantrag Russlands, wo Äbljasow wegen Betrugs und Veruntreuung in Höhe von 4,5 Milliarden US-$ gesucht wurde. Die Auslieferungsanordnung wurde vom damaligen französischen Premierminister Manuel Valls unterschrieben, aber kurz darauf vom Conseil d’État für nichtig erklärt. Grund für die Entscheidung waren die politischen Hintergründe der Auslieferung. Zuvor hatte bereits der UN-Sonderberichterstatter über Folter, Nils Melzer, vor einer Auslieferung nach Russland gewarnt. Die Entscheidung wurde mit Überraschung und seitens der kasachischen Behörden und der neuen Verantwortlichen der BTA Bank mit Enttäuschung aufgenommen. Am 9. Dezember 2016 wurde Äbljasow mehr als drei Jahre nach seiner Verhaftung aus dem Gefängnis entlassen.

Eine Woche nachdem er als politischer Flüchtling anerkannt worden war, wurde aufgrund der alten Vorwürfe am 5. Oktober 2020 wieder verhaftet, aber zwei Tage später unter Auflagen wieder frei gelassen. Die Parallelen zur Verfolgung des kasachischen Oppositionellen Rachat Älijew durch die Regierung seiner Heimat sind auffällig.

#### Nach seiner Freilassung
Äbljasow lebt seit seiner Freilassung mit seiner Familie in Frankreich. Aus dem französischen Exil versucht er Einfluss auf die Politik in seinem Heimatland Kasachstan zu nehmen und den Rückhalt der Regierung in der Bevölkerung zu schwächen. Außerdem prangert er bis heute die vermeintliche politische Verfolgung seiner Person an. Am 29. September 2020 erhielt er die Anerkennung als politischer Flüchtling.

### Engagement in der kasachischen Opposition
Aus dem französischen Exil versuchte Äbljasow auch Einfluss auf die kasachische Politik zu nehmen. In seinem Heimatland galt er inzwischen als Intimfeind der Elite um den langjährigen Präsidenten Nasarbajew. Mit seiner 2001 gegründeten Partei Demokratische Wahl für Kasachstan hat Äbljasow ein politisches Sprachrohr in der kasachischen Politik, wobei die Partei heute nur von geringer Bedeutung ist und von der Regierung als extremistische Partei bezeichnet wird. Des Weiteren rief er zu ungenehmigten Demonstrationen gegen die Regierung in Kasachstan auf und führte eine großangelegte Internetkampagne gegen Präsident Nasarbajew und seine Unterstützer. Tatsächlich ist sein politischer Einfluss in Kasachstan aber als eher gering einzuschätzen, unter anderem da Äbljasow auch innerhalb der Opposition eine umstrittene Figur ist. In Kasachstan wird ihm von regierungstreuen Kreisen vorgeworfen, sein politisches Engagement sei viel mehr eine Verteidigungsstrategie, da sie es ihm ermögliche, sich als politische Verfolgter darzustellen. In einer Videobotschaft vom 6. November 2019 bezeichnete Äbljasow in Kasachstan tätige Aktivisten als Lügner, da diese von der Regierung unterstützt werden, um den Eindruck von Meinungsfreiheit und Toleranz zu erwecken. Im Zuge einer Repressionswelle wurde 2024 ein oppositioneller Journalist in Zusammenhang mit einem Interview mit Abljasow zu einer siebenjährigen Haftstrafe verurteilt.

## Juristische Aufarbeitung
Die juristische Aufarbeitung der weitreichenden Machenschaften Muchtar Äbljasows ist noch nicht abgeschlossen. Immer noch laufen Prozesse und Ermittlungen gegen Partner Äbljasows. Nach dem aktuellen Stand der Ermittlungen beläuft sich das Gesamtvolumen der Veruntreuung auf mehr als 10 Milliarden US-$, was den Fall Äbljasow zu einem der größten Veruntreuungsskandale aller Zeiten macht.

### Ermittlungen in Kasachstan
In seinem Heimatland Kasachstan ist Äbljasow ein verurteilter Krimineller. Ihm werden die Veruntreuung von mehreren Milliarden US-$, sowie der Auftrag zum Mord am ehemaligen Vorstandsvorsitzenden der Bank Turan Alem, Yerzhan Tatishev, vorgeworfen. Auf Grund des Scheiterns einer Auslieferung Äbljasows aus Frankreich beschränken sich die juristischen Bemühungen von kasachischer Seite heute auf Klagen im Ausland, die insbesondere von Seiten der BTA Bank betrieben werden, um Teile der verlorenen Gelder wieder einzuklagen.

### Ermittlungen im Vereinigten Königreich
Im August 2018 wurde Ilyas Khrapunov, ein Sohn von Wiktor Wjatscheslawowitsch Chrapunow, im Zusammenhang mit den dargestellten Veruntreuungs- und Betrugsvorwürfen vom High Court of England and Wales schuldig gesprochen, da er Äbljasow bei der Veruntreuung von sechs Milliarden US-$ geholfen habe. Zudem gibt es Bestrebungen, veruntreute Gelder wiederzubeschaffen. So wurden nach langen gerichtlichen Auseinandersetzungen vier Luxusimmobilien im Besitz von Äbljasow in der Umgebung Londons verkauft und die Einnahmen aus dem Verkauf an die kasachische BTA Bank überwiesen.

### Ermittlungen in den Vereinigten Staaten
Die enorme Tragweite der Veruntreuung Äbljasows wird auch bei Ermittlungen in den Vereinigten Staaten deutlich. Hier waren Geschäftsbeziehungen zwischen Äbljasow und dem damaligen US-Präsidenten Donald Trump Gegenstand der Recherchen des Sonderermittlers Robert Mueller. Dabei ging es unter anderem um eine Vereinbarung zwischen der Trump Organization und der Silk Road Group, die damals eng mit der BTA Bank zusammenarbeitete, zur Errichtung zweier Luxushotels in Georgien. Untersucht wird außerdem die Zusammenarbeit der Bayrock Group mit der Trump Organization zur Umsetzung mehrerer Bauprojekte in den Vereinigten Staaten. Über Verwandte hatte Äbljasow Einfluss auf die Bayrock Group, zudem belegen E-Mails von Trumps Partner Felix Sater an Michael Cohen eine gewünschte Zusammenarbeit mit Putin's Team bei der Umsetzung eines Hotelprojekts der Trump Organization und der Bayrock Group in Moskau. Im Zusammenhang mit diesem Hotelbau-Projekt in Moskau erhob die BTA Bank 2019 Klage wegen Geldwäsche gegen die Verantwortlichen des Projekts. Der Vorwurf lautet, dass die Partner von Muchtar Äbljasow bei Bayrock gestohlenes Geld aus Kasachstan durch Bauprojekte gewaschen hätten.

### Ermittlungen in Spanien
Auch die spanische Justiz beschäftigte sich mit dem Fall Äbljasow. Unter anderem gegen Äbljasows ehemaligen Bodyguard Alexander Pawlow wurde in Spanien ermittelt. Dieser lebt heute aber weiterhin in Freiheit. Während der Ermittlungen bezeichnete der Oberste Gerichtshof Spaniens das Netzwerk Äbljasows als Organisierte Kriminelle Gruppe, die durch betrügerische Kredite das Geld der Bank und damit der Sparer gestohlen hätte.

## Rezeption
Auf Grund der enormen Dimensionen des Skandals um Muchtar Äbljasow rief dieser ein breites und internationales Medienecho hervor. Zudem veröffentlichte der britische Autor Gary Cartwright ein Buch über die Karriere Äbljasows mit dem Titel Wanted Man: The story of Mukhtar Ablyazov (deutsch: Gesuchter Mann: Die Geschichte von Muchtar Äbljasow). Er wird, meist kritisch, als kasachischer Oligarch und Pendant von Chodorkowski apostrophiert.